# アフロディーテ (小惑星)
アフロディーテ (1388 Aphrodite) は、小惑星帯の小惑星。ウジェーヌ・デルポルトによってベルギー王立天文台で発見された。
ギリシア神話の女神アプロディーテーから名付けられた。